# Cambridge (Massachusetts)
Cambridge város Middlesex megyében, Massachusettsben, az Amerikai Egyesült Államokban. A 2010-es népszámlálás szerint lakossága 105 162 fő. Itt található a világhírű Harvard Egyetem és a Massachusetts Institute of Technology. A település az angol Cambridge-i Egyetem tiszteletére kapta 1638-ban a Cambridge nevet. Cambridge a bostoni agglomeráció része, a massachusettsi fővárostól a Charles folyó választja el.

## Népesség
| Lakosok száma | 2115 | 2323 | 3295 | 8409 | 26 060 | 39 634 | 70 028 | 104 839 | 105 162 | 118 403 |
|               | 1790 | 1810 | 1820 | 1840 | 1860   | 1870   | 1890   | 1910    | 2010    | 2020    |

Népsűrűség: 16 470,2 fő/mérföld².

## Földrajz
- Közeli települések:
  - Boston (dél és kelet)
  - Somerville (észak)
  - Arlington (észak)
  - Watertown (nyugat)
  - Belmont (nyugat)

## Nevezetességek

### Épületek
- Városháza
- Carpenter Center for the Visual Arts
- Cooper-Frost-Austin House
- Elmwood House
- Asa Gray House
- Hooper-Lee-Nichols House
- Longfellow National Historic Site
- Middlesex County Courthouse
- O'Reilly Spite House

### Templomok
- Katolikus templom
- Harvard-Epworth United Methodist Church
- Plymouth Brethren (Norfolk Street)

### Múzeumok
- Busch-Reisinger Museum
- Fogg Art Museum
- Harvard Museum of Natural History
- MIT Museum
- Peabody Museum of Archaeology and Ethnology

### Hidak
- Harvard Bridge
- Longfellow Bridge

### Egyéb
- Café Pamplona
- Club Passim
- Harvard Book Store

## Oktatás
A városban két egyetem található: Harvard University és Massachusetts Institute of Technology.

## Demográfia

### Nyelvek
Beszélt nyelvek: 69,4%  angol, 6,9% spanyol, 3,2% kínai és mandarin, 3,0% portugál, 2,9% kreol, 2,3% francia, 1,5% koreai és 1,0% olasz.

## Testvérvárosok
- Cambridge, Anglia, Egyesült Királyság
- Coimbra, Portugália
- Cienfuegos, Kuba
- Gaeta, Olaszország
- Galway, Írország
- Jereván, Örményország
- San José Las Flores, Salvador
- Cukuba, Japán

## Postakódok
- 02138 - Harvard Square/Nyugat-Cambridge
- 02139 - Központi terület/Inman Square/MIT
- 02140 - Porter Square/Észak-Cambridge
- 02141 - Kelet-Cambridge
- 02142 - Kendall Square

## Kapcsolódó szócikk
- Cambridge (Massachusetts) polgármestereinek listája

## Fordítás
- Ez a szócikk részben vagy egészben  a   Cambridge, Massachusetts című angol Wikipédia-szócikk fordításán alapul.  Az eredeti cikk szerkesztőit annak laptörténete sorolja fel. Ez a jelzés csupán a megfogalmazás eredetét és a szerzői jogokat jelzi, nem szolgál a cikkben szereplő információk forrásmegjelöléseként.